# 일리야 프리고진
일리야 로마노비치 프리고진(러시아어: Илья́ Рома́нович Приго́жин, 프랑스어: Ilya Romanovich Prigogine, 1917년 1월 25일~2003년 5월 28일)은 러시아 모스크바 태생의 벨기에의 화학자이다.
벨기에 브뤼셀의 브뤼셀 자유대학(Université Libre de Bruxelles)에서 화학을 전공했으며 산일구조(散逸構造), 복잡계, 비가역성에 대한 연구로 유명하다. 1977년 비평형 열역학, 특히 소산 구조론의 연구에 공헌한 점을 인정받아 노벨 화학상을 수상했다. 1989년에는 벨기에의 보두앵 1세 국왕으로부터 자작 작위를 받았다.

## 저서
- 《확실성의 종말》(The End of Certainty) ISBN 89-8371-005-5

## 같이 보기
- 체계 이론
- 과정철학